# 光恩寺 (豊田市)

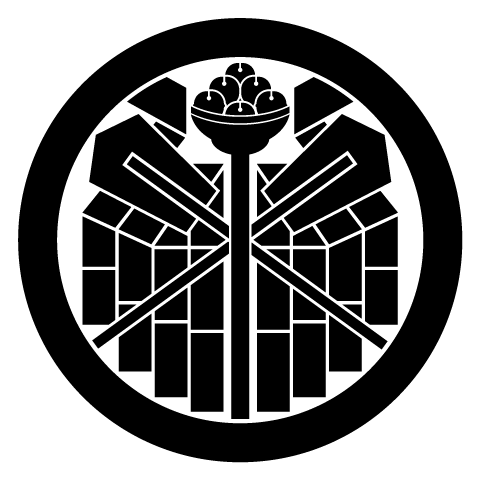
光恩寺が用いる鈴御幣紋

光恩寺（こうおんじ）は、愛知県豊田市にある真宗大谷派の寺院。山号は鈴木山。本尊は阿弥陀如来。

## 歴史

### 創建
鎌倉時代初期に、奥州に落ち延びた源義経に臣従するため、紀州熊野より発した鈴木七郎重善が、三河矢矧駅に到る時に脚疾に罹り、そこにて休養中に義経生害の報を受け、出家（出家後は善阿弥と称す）。その後奥州に下り、主従戦死の跡を弔らい帰路、三河の里人の請うまま猿投山（三河国加茂郡（現豊田市））に熊野権現を勧請して仕えた。その善阿弥の三男の重基（了慧）をこの寺の初代としているが、開基は善阿弥とされている。そのため三河鈴木氏と縁が深く、山号が鈴木山になっている。
しかし、開基が文治4年（1188年）であり、この頃までに一定の基盤を築いていたことになる。義経が奥州衣川館において自害したのが文治5年（1189年）閏4月30日であるので、上記伝承との整合性が疑わしくなる。
鎌倉側の包囲網のため義経に追従を断念して、この地方に土着した。または、平氏を西国にて討伐した功により鎌倉勢力よりこの地に所領を授けられたと考えるのが妥当であろう。

### 真宗改宗後
開山当初は天台宗の寺であったが、了教（年代不詳）の時に浄土真宗に改宗した。
天保年間（1831年～1845年）、了観の時に現在の本堂に改築された。この頃、三河国碧海郡（現碧南市）の西端藩との繋がりから紫幕及び屋根瓦に本多家の立ち葵紋の使用を許されている。
安政年間（1854年～1860年）から1872年（明治5年）までの間、了観による寺子屋「呉竹園」が開かれていた。1885年（明治18年）、堂宮大工の小野田又蔵によって山門が建築された。
昭和に入り保育園を経営していた時期もある。1991年（平成3年）、了淳により本堂の大改修が行われた。

## 本尊
本尊の阿弥陀如来（木像）は円仁（慈覚大師）作と伝えられている。

## 交通アクセス
- 名鉄三河線竹村駅から徒歩約10分。